# Regla de Hückel

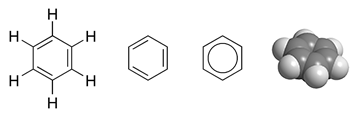
Diferents representacions de l'estructura del benzè. El benzè té 6 electrons π en el mateix pla, complint la regla de Hückel amb n=1.

El ciclooctatetraè té 8 electrons π, no compleix la regla de Hückel, per tant no té aromaticitat i no forma un anell pla encara que té enllaços dobles conjugats en un anell.

La regla de Hückel és una regla emprada a química orgànica que permet predir si un anell de carbonis amb dobles enllaços conjugats presentarà aromaticitat. La regla diu:
Els anells coplanars que contenen (4n + 2) electrons π, on n = 0, 1, 2,... presenten aromaticitat.
Si es resol l'equació de Schrödinger, aplicant el Mètode d'Orbitals Moleculars, pel sistema d'un poliè monocíclic regular, pla, les energies calculades dels orbitals moleculars tenen una distribució característica molt simple. Existeix sempre un orbital molecular de menor energia, seguit de parelles d'orbitals moleculars d'energia creixent i, finalment, d'un sol orbital d'energia més alta. Aquests sistemes tenen estabilitat aromàtica o de capa saturada si s'omplen tots els orbitals moleculars d'energia més baixa, que són enllaçants. Així passa amb el benzè que té 6 orbitals moleculars (1, 2, 2, 1) omplint els seus 6 electrons π els tres orbitals de més baixa energia. El ciclooctatetraè té vuit orbitals moleculars (1, 2, 2, 2, 1) i segons la regla de Hückel no és aromàtica, la qual cosa és degut al fet que hi ha dos electrons que no poden ocupar orbitals moleculars enllaçants perquè estan ocupats pels altres sis.

## Història
La regla de Hückel va ser descoberta pel químic alemany Erich Hückel el 1931 quan aplicà la teoria d'orbitals moleculars en l'estudi del benzè, els seus derivats i altres anells. Hückel proposà el mètode conceptual de separar el sistema d'enllaços π d'una molècula insaturada i plana del sistema d'enllaços σ i aplicar al sistema π el mètode de Combinació Lineal d'Orbitals Atòmics (LCAO).